# Blackadder Goes Forth
Blackadder Goes Forth är den fjärde och sista serien i BBC komediserie Svarte Orm, skriven av Richard Curtis och Ben Elton, som sändes från den 28 september 1989 till den 2 november 1989.
Serien placerar rollfigurerna kapten Blackadder, menige Baldrick och löjtnant George i första världskrigets skyttegravar. Serien var mycket mer mörk, innehöll mer svart komik och figurerna var mer genomtänkta än i tidigare avsnitt och serier. Blackadder Goes Forth fick ganska mycket kritik av ledningen för den brittiska armén när den kom, eftersom de också drev med verkliga personer som är kända från första världskriget. Serien blev senare ihågkommen för dess starka slut i avsnittet Goodbyeee....
Serien vann TV-priset British Academy Television Award för bästa komediserie år 1989 och år 2000 var den placerad som 16:e TV-serie på listan ”100 Greatest British Television Programmes” (”de 100 bästa brittiska TV-programmen”) av British Film Institute.

## Handling
Serien utspelar sig år 1917, i första världskrigets skyttegravar på västfronten. Ytterligare en "stor stöt" är planerad, och kapten Edmund Blackadders (Rowan Atkinson) mål är att inte bli dödad. Serien följer hans försök att fly från skyttegravarna, alla försök misslyckas dock på grund av Blackadders otur, missförstånd och hans kamraters inkompetens. Hans kamrater i skyttegraven är en ättling till Prince Regent (Blackadder-seriens version av Georg IV av Storbritannien) ättlingar löjtnant George (Hugh Laurie), och menige S. Baldrick (Tony Robinson), introducerad som "världens sämsta kock". Den första intialen S. är tagen från det första avsnittet i Blackadder the Third, när Baldrick säger att han inte kan komma ihåg sitt förnamn, men han tror att det är "Sodoff" ("stick"). Han berättade att han som barn ofta kallades det av barnen i sandlådan, de sade "Ja, vi vet, sod off Baldrick".
Istället för att tyskarna är Blackadders värsta fiender (de syns faktiskt aldrig, bortsett från två undantag), är det general Sir Anthony Cecil Hogmanay Melchett (Stephen Fry) som låter några av sina trupper vara trettiofem engelska miles från fronten, och Melchetts assistent Kevin Darling (Tim McInnerny). Darling är av samma rank som kapten Blackadder, men han har ett relativt säkert jobb som går ut på att "sortera generalens pyjamas", detta gör att Blackadder hyser extra mycket agg mot honom. Blackadder använder därför namnet Darling tillräckligt för att få maximalt med humor. Kapten Darlings namn var från början kapten Cartwright, tills Stephen Fry drog sig till minnes en pojke under hans skoltid som hette Darling och vars namn alltid gjorde honom till åtlöje.
Det sista avsnittet i serien Goodbyeee... är känt för att vara extremt känslosamt för att vara en komediserie, speciellt den sista scenen, då huvudrollerna (Blackadder, Baldrick, George och Darling) springer ut i attack, ini dimman och röken och in i ingenmansland. (Melchett stannar på sitt kontor och han skickar ut den förvånade och chockade Darling i strid med de andra.) Blackadders sista replik är stark efter att Baldrick säger att han har en sista listig plan för att rädda dem:
| ” | Jag är rädd för att det får vänta. Vad det än var är jag säker på att den var bättre än min plan att fly härifrån genom att spela galen. Jag menar, vem skulle lagt märke till en annan galning här omkring? Lycka till, allihopa. | „ |

## Avsnitt
Serien sändes i sex avsnitt på BBC One klockan 21.30 mellan den 28 september 1989 och den 2 november 1989, så att den slutade nio dagar innan Remebrence Day - en dag till minne av första världskriget. Titlarna på de fem första avsnitten på engelska är Captain Cook, Corporal Punishment, Major Star, Private Plane och General Hospital, har alla en militär rang som första ord, samt ett ord som har något med avsnittet att göra som andra ord. Det sjätte och sista avsnittets titel, Goodbyeee..., är en militär sång från den tidsepoken. Översättningen på avsnitten är tagen från DVD utgåvan från år 2001.
| Titel               | Svensk översättning | Sändningsdatum    | Intrig i korthet |
| ------------------- | ------------------- | ----------------- | --- |
| Captain Cook        | Tavlor              | 28 september 1989 | När General Haig funderar på att flytta sitt barskåp 15 cm närmare Berlin vill Kapten Blackadder anta sig uppgiften som krigskonstnär.              |
| Corporal Punishment | Duvor               | 5 oktober 1989    | Blackadder råkar av misstag bryta mot en av reglementets regel, genom att äta en av brevduvorna, och måste undvika exekutionspatrullen.             |
| Major Star          | Dragshow            | 12 oktober 1989   | Den ryska revolutionen ledde till två viktiga händelser, en tysk offensiv och en motbjudande imitation av Charlie Chaplin gjord av Menige Baldrick. |
| Private Plane       | Flygplan            | 19 oktober 1989   | Med tyskarna och en exekutionspatrull efter sig är det bara för Kapten Blackadder, Baldrick och George att hoppas på hjälp från ovan.               |
| General Hospital    | Sjukhus             | 26 oktober 1989   | Blackadder får i uppgift att avslöja en spion som gömmer sig på sjukhuset.                                                                          |
| Goodbyeee...        | Slutstriden         | 2 november 1989   | Miljoner människor har dött och till sist kommer den slutgiltiga striden...                                                                         |

## Rollsättning
- Rowan Atkinson som Kapten Edmund Blackadder
- Tony Robinson som Menige S. Baldrick
- Hugh Laurie som Löjtnant George Colthurst St. Barleigh
- Stephen Fry som General Sir Anthony Cecil Hogmanay
- Tim McInnerny som Kapten Kevin Darling

Den fjärde serien hade många mer karaktärer jämfört med den tredje serien, bland annat eftersom Fry och McInnerny spelade fasta roller istället för att gästa serien en gång var som de gjorde i Blackadder the Third, alltså hade de regelbundna framträdanden precis som i Blackadder II. Bortsett från dessa fem skådespelare var det i varje avsnitt minst en gästskådespelare, förutom i avsnittet Captain Cook. Miranda Richardson, som hade haft den regelbundna karaktären Elizabeth I i Blackadder II, spelade en gästroll i avsnittet General Hospital (precis som hon gästade Blackadder the Third i avsnittet Amy and Amiability). Andra skådespelare som gästade serien var Rik Mayall och Gabrielle Glaister i samma roler som de hade i den andra serien, alltså Lord Flashheart och Kate (aka "Bob"). Dessutom gästade andra skådespelare också serien, bland annat Bill Wallis, som hade spelat små roller i tidigare serier och som återvände i en liten roll i Blackadder Goes Forth.